# United States Chess Federation
Die United States Chess Federation (USCF) ist der nationale Schachverband der Vereinigten Staaten.
Dieser wurde 1939 durch Zusammenschluss der American Chess Federation und der National Chess Federation gegründet und repräsentiert nach eigenen Angaben heute etwa 2000 Schachvereine und -organisationen sowie mehr als 93.000 Mitglieder. Der Bundesstaat mit den meisten Mitgliedern ist Texas (7856), während in Wyoming nur 58 Spieler der USCF angehören. Der älteste bestehende Verein ist der Mechanics’ Institute Chess Club in San Francisco (gegründet 1855). Zu erwähnen ist auch der traditionsreiche Marshall Chess Club in New York.
Der Verband ist Mitglied im Weltschachverband FIDE. Zu seinen Aufgaben zählt die Organisation der Landesmeisterschaften und anderer Turniere (einschließlich Fernschach) sowie die Nachwuchsarbeit. Außerdem gibt sie die seit 1946 monatlich erscheinende Schachzeitschrift Chess Life heraus. Seit 1983 erscheint auch eine Zeitschrift für Kinder und Jugendliche unter dem Titel Chess Life Kids (anfangs: Schoolmates). Seit 1960 verwendet die USCF das von Arpad Elo entwickelte Wertungssystem (Elo-Zahlen). Anhand der Wertungszahlen vergibt sie nationale Meistertitel. 1984 gründete sie die US Chess Hall of Fame.
Einen großen Mitgliederzuwachs erlebte die USCF ab 1972, als Bobby Fischer den Titel des Schachweltmeisters gewann. 2002 wurde Fischer allerdings wegen seiner anti-amerikanischen Äußerungen aus der Organisation ausgeschlossen.
Präsident ist derzeit Randy Bauer.

## Präsidenten
- 1939–1942 George Sturgis
- 1943–1948 Elbert Wagner, Jr.
- 1948–1951 Paul Geirs
- 1951–1954 Harold M. Phillips
- 1954–1957 Frank Graves
- 1957–1960 Jerry Spann
- 1960–1963 Fred Cramer
- 1963–1966 Ed Edmondson
- 1966–1969 Marshall Rohland
- 1969–1972 Leroy Dubeck
- 1972–1975 Frank Skoff
- 1975–1978 George Koltanowski
- 1978–1981 Gerald Sperling
- 1981–1984 Tim Redman
- 1984–1987 Steven Doyle
- 1987–1990 Harold Winston
- 1990–1993 Maxim Dlugy
- 1993–1996 Denis Barry
- 1996–1999 Don Schultz
- 1999–2000 Bob Smith
- 2000–2001 Tim Redman
- 2001–2003 John McCrary
- 2003–2005 Beatriz Marinello
- 2005–2008 Bill Goichberg
- 2009–2011 Jim Berry
- 2011–2015 Ruth Haring
- 2015–2017 Gary Walters
- 2017–2018 Mike Hoffpauir
- 2018–2020 Allen Priest
- 2020–2022 Mike Hoffpauir
- seit 2022 Randy Bauer